# Bande de lâches
Pour plus de détails, voir Fiche technique et Distribution.
Bande de lâches (Un branco di vigliacchi) est une comédie dramatique franco-italienne réalisée par Fabrizio Taglioni (it) et sortie en 1962.

## Synopsis
Pendant la Seconde Guerre mondiale, un groupe d'Italiens se retrouvent prisonniers d'une patrouille allemande dans une ferme. Un sergent, commandant de la patrouille allemande, annonce qu'il libérera les otages si l'un d'eux veut bien coucher avec lui. Les Italiens tentent alors de persuader Giuditta, une jeune fille de passage, d'exaucer les vœux du sergent.

## Fiche technique
Sauf indication contraire, les informations mentionnées dans cette section peuvent être confirmées par la base de données cinématographiques IMDb,  présente dans la section « Liens externes ».
- Titre français : Bande de lâches[1]
- Titre original italien : Un branco di vigliacchi[2]
- Réalisation : Fabrizio Taglioni (it)
- Scénario : Fabrizio Taglioni (it), Giuliano Carnimeo
- Photographie : Aldo Giordani (it)
- Montage : Enzo Alabiso
- Musique : Aldo Piga
- Production : Enrico Bomba
- Société de production : Coliseum Film (Paris), Finanziaria Cinematografica Italiana (FICIT) (Rome)
- Pays de production :  Italie -  France
- Langue de tournage : italien
- Format : Couleur - Son mono - 35 mm
- Durée : 96 minutes (1 h 36[2])
- Genre : Comédie dramatique
- Dates de sortie :
  - Italie : 22 mars 1962
  - France : 15 mai 1963[1]

## Distribution
- Roger Moore : Enzo Prati
- Pascale Petit : Giuditta
- Aroldo Tieri : Tassoni
- Frank Villard : M. De Rossi
- Memmo Carotenuto : Le chauffeur de camionnette
- Luisa Mattioli : Germana
- Renato De Carmine : Parenti
- Aldo Bufi Landi : Micheli
- Scilla Gabel : Mme De Rossi
- Archie Savage : L'officier américain
- Manlio De Angelis : Marcello
- Attilio Dottesio : Le prisonnier allemand